# Radcliffe Institute for Advanced Study
Le Radcliffe Institute for Advanced Study de Harvard a pour mission de partager des idées transformatrices dans les domaines des arts, des sciences humaines, des sciences et des sciences sociales. L’Institut comprend trois programmes : 
- Le programme de bourses du Radcliffe Institute soutient chaque année le travail de 50 artistes et chercheurs, avec un taux d'acceptation d'environ 5 % par an.
- Le programme Academic Ventures est destiné aux projets de recherche collaboratifs et accueille des conférences et des conférences.
- La bibliothèque Arthur-et-Elizabeth-Schlesinger sur l'histoire des femmes en Amérique documente la vie des femmes américaines d'hier et d'aujourd'hui.

Le Radcliffe Institute organise des événements publics, dont beaucoup peuvent être visionnés en ligne. Il est l'un des neuf établissements membres du consortium « Some Institutes for Advanced Study ». La juriste et professeure à la Harvard Law School Tomiko Brown-Nagin est doyenne depuis 2018. 

## Historique
Le 1er octobre 1999, le Radcliffe College et l’université Harvard fusionnent officiellement, et créent le Radcliffe Institute for Advanced Study. 
Le 1er janvier 2001, l'historienne Drew Gilpin Faust, dernière présidente (faisant fonction) devient doyenne de la nouvelle structure (elle devient présidente de Harvard en 2007). Le Radcliffe Institute for Independent Study est fondé en 1961 par Mary Bunting, alors présidente du Radcliffe College. Conformément à la vision de M.I. Bunting et à son désir d'empêcher l'exode des femmes hautement qualifiées et instruites de carrières prometteuses, l'Institut a fourni des bourses ainsi qu'un accès à toutes les ressources de l'université Harvard pour entreprendre les études intellectuelles créatives de leur choix,. Le financement initial de l'institut provenait des fondations Carnegie et Rockefeller,. L'Institut est renommé Bunting Institute en 1978 en l'honneur de Mary Bunting.

## Doyennes
- Mary Maples Dunn, dernière présidente du Radcliffe College, puis doyenne du RIAS (1999)
- Drew Gilpin Faust, historienne, doyenne (2001-2007)
- Barbara J. Grosz, informaticienne, doyenne (2007-2011)
- Lizabeth Cohen, historienne, doyenne (2011-2018)[4],[5]
- Tomiko Brown-Nagin, juriste et historienne, doyenne depuis 2018[6]